# Bernard-Pierre Donnadieu
Bernard-Pierre Donnadieu (ur. 2 lipca 1949 w Paryżu, zm. 27 grudnia 2010 w Le Chesnay) – francuski aktor filmowy, teatralny i dubbingowy.

## Życiorys
Bernard-Pierre Donnadieu studiował teatrologię i literaturoznawstwo na Université de Paris III. Karierę teatralną rozpoczął w 1975 roku u Roberta Hosseina w Reims. Grał w Domu Bernardy Alba i Na dnie Gorkiego, gdzie partnerował takim aktorom jak Gérard Desarthe i Isabelle Adjani. Chociaż w dalszej części swojej kariery aktorskiej grał przede wszystkim w filmie i telewizji, dość często wracał na deski sceniczne. poprzez występy z uznanymi reżyserami. W listopadzie 1995 r. wziął udział w premierowej inscenizacji sztuki Edwarda Bonda pt. Mardi w Théâtre National de la Colline w Paryżu. Natomiast w 1999 roku wcielił się w rolę kupca Łopachina w sztuce Wiśniowy sad reżyserowanej przez Georges'a Wilsona. Partnerowali mu Georges Wilson (jako Leonid Gajew) i Marina Vlady (jako ziemianka Raniewska). W sztuce Du cristal a la fumée Jacques'a Attali można było zobaczyć Donnadieu w 2008 roku w Théâtre du Rond-Point. W sezonach 2008 i 2009 grał w Théâtre national w Nicei.
Od połowy lat 70. XX wieku grał role drugoplanowe u znanych reżyserów m.in. Lokatorze Romana Polańskiego, Si c’était à refaire Claude'a Leloucha, Ciało mojego wroga Henri Verneuila oraz Życie jest powieścią Alaina Resnais'go.
Pierwszą znaczniejszą rolę w filmie zagrał jako inspektor Farges w filmie akcji Zawodowiec, w którym partnerował mu Jean-Paul Belmondo.
W latach 80. XX wieku często był obsadzany w rolach brutalnych gangsterów i złoczyńców m.in. u boku Bernarda Giraudeau w dramacie kryminalnym Ulica barbarzyńców (1984). Za tę rolę został nominowany do nagrody Césara w kategorii aktor drugoplanowy. W tego typu rolach, wystąpił też w filmie L'Indic (1983) jako „anioł śmierci” Malaggione lub psychopatyczny ojciec Raymond Lemorne w dreszczowcu Bez śladu (1988).
W historycznym dramacie Beatrice (1987) z czasów średniowiecza w reżyserii Bertranda Taverniera gra rolę rycerza, o zwichniętej psychice, na którą wpływ miały przeżycia z dzieciństwa. W tym filmie występuje z Julie Delpy, grającą jego córkę, która chce go ratować przed szaleństwem i przemocą.
W latach 90. Donnadieu grał bardziej zróżnicowane role w filmie i produkcjach telewizyjnych. Były to: rola izraelskiego biologa molekularnego Dr Eli Kaplan w miniserialu Mit den Clowns kamen die Tränen według powieści Johannes Mario Simmela, Karola Wielkiego we francuskim telewizyjnym filmie dokumentalnym, podpułkownika Henri w filmie telewizyjnym Sprawa Dreyfusa (1995), Napoleona Bonaparte w produkcji telewizyjnej Austerlitz, długi marsz Napoleona do zwycięstwa.
W 1992 zagrał rolę w filmie Juliusza Machulskiego pt. Szwadron.
Jego ostatnim filmem kinowym była rola w filmie Paryż 36 w roli maklera Galapiata. W 2010 roku grał Hermanna Goeringa w telewizyjnej adaptacji sztuki Du cristal à la fumée, w roli, jaką wcześniej grał na scenie.
Donnadieu był także aktywny jako aktor dubbingowy, który brał udział w opracowaniu wielu filmów na rynek francuski.
27 grudnia 2010 w wieku 61 lat, Bernard-Pierre Donnadieu zmarł na raka płuc. Został pochowany na cmentarzu komunalnym Fontenay aux Roses.
Jego córka Ingrid Donnadieu także jest aktorką.

## Wybrana filmografia
- 1976 – Doktor Francoise Gailland (Docteur Françoise Gailland)
- 1976 – Si c'était a refaire  jako Claude Blame
- 1976 – Lokator (Le locataire) jako kelner w barze
- 1976 – Ciało mojego wroga Le corps de mon ennemi jako Włamywacz
- 1978 – Douze heures pour mourir jako Inspektor Gianelli
- 1978 – Mon premier amour jako Właściciel kawiarni
- 1978 – Judith Therpauve jako Laindreaux
- 1979 – Dwie kobiety (Twee vrouwen) jako Drugi Francuz
- 1979 – Coup de tête  jako Lucien
- 1979 – Un si joli village...  jako Arnoux
- 1980 – 5% de risques jako Konduktor
- 1981 – Jedni i drudzy (Les uns et les autres) jako reprezentant UNICEFu
- 1981 – L'ennemi de la mort jako Le docteur Charbonnière
- 1981 – Zawodowiec (Le professionnel) jako inspektor Farges
- 1982 – Powrót Martina Guerre (Le retour de Martin Guerre) jako Martin Guerre
- 1983 – Coup de feu
- 1983 – Liberty belle jako Yvon
- 1983 – Śmierć Maria Ricciego (La mort de Mario Ricci) jako Jacky Vermot
- 1983 – Życie jest powieścią (La vie est un roman) jako Nauczyciel
- 1983 – L'indic jako Ange Malaggione
- 1984 – Ulica barbarzyńców (Rue Barbare) jako Mathias Hagen, zwany 'Matt' za tę rolę otrzymał nominację do nagrody Cezara
- 1985 – Urgence jako Lucas Schroeder
- 1986 – Rażące pożądanie (Flagrant désir) jako Robert Barnac
- 1986 – Białe małżeństwo (Marriage blanc) jako Jean-Bernard
- 1986 – Max, moja miłość (Max, mon amour) jako Archibald
- 1987 – Pomyleńcy z Bassan (Les fous de Bassan) jako Ksiądz
- 1987 – Beatrice La passion Béatrice) jako François de Cortemart
- 1988 – Zniknięcie (Spoorloos) jako Raymond Lemorne
- 1989 – Talleyrand ou Les lions de la revanche jako Mirabeau
- 1989 – Christian
- 1990 – Connemara jako Marc
- 1990 – Cellini: Zapiski awanturnika (Una vita scellerata) jako François the First
- 1991 – Marcelino, chleb i wino (Marcellino) jako Hrabia
- 1992 – Blanc d'ébène jako Adjutant Mariani
- 1992 – Cień wilka (Shadow of the Wolf) jako Brown
- 1992 – Szwadron jako Franek Bała
- 1993 – Justinien Trouvé, ou le bâtard de Dieu jako Martin Coutouly
- 1995 – L'affaire Dreyfus jako Henry
- 1997 – Rudobrody jako Rudobrody (głos)
- 2001 – Druidzi (Vercingétorix) jako Dumnorix
- 2002 – Jean Moulin jako Charvet
- 2004 – Clochemerle jako Barthélémy Piéchut, burmistrz
- 2005 – Allons petits enfants jako M. Haumont
- 2006 – Antonio Vivaldi, un prince à Venise jako Ambasador Francji
- 2007 – Tak bardzo się nienawidziliśmy (Nous nous sommes tant haïs) jako Jean Monnet
- 2008 – Paryż 36 (Faubourg 36) jako Galapiat
- 2009 – L'affaire Salengro jako Roger Salengro